# Kaspar K. Kubli
Kaspar K. „Kap“ Kubli, Jr. (* 21. April 1869 in Jacksonville, Oregon; † 22. Dezember 1943 in Portland, Oregon) war ein amerikanischer Politiker (Republikaner) im Bundesstaat Oregon und wurde 1923 zum Sprecher des Repräsentantenhauses von Oregon gewählt. Kubli stand dem Ku-Klux-Klan nahe.

## Leben
Kubli wurde 1869 in Oregon als Sohn eines Schweizer Immigranten geboren. Er schloss 1893 die University of Oregon mit einem Bachelor ab und erwarb 1896 einen Abschluss als Jurist an der Harvard University. Er wurde Präsident der Golden Standard Mining Company. Im Jahr 1901 ging er nach Portland und arbeitete bei Kilham Stationary und gründete 1906 sein eigenes Unternehmen.
Kulbi gehörte den Republikanern an. Er saß zwischen 1905 und 1909 im Stadtrat von Portland und gehörte von 1911 bis 1913 der Leitung der Stadtverwaltung an. Im Jahr 1916 wurde er in das Repräsentantenhaus von Oregon gewählt und konnte den Sitz in den folgenden Jahren mehrfach verteidigen. Im Jahr 1918 kandidierte er zum ersten Mal zum Sprecher des Repräsentantenhauses, verlor die Abstimmung aber. Fünf Jahre später wurde er dann zum Sprecher des Hauses gewählt.
Zu Kublis legislativen Errungenschaften während seiner fünf Amtsperioden gehörte die Verabschiedung des Oregon Criminal Syndicalism Act im Jahr 1919.
In den frühen 1920er Jahren schloss sich Kubli dem wiederauflebenden Ku-Klux-Klan an.